# Port lotniczy Tidżikdża
Port lotniczy Tidzikdża (IATA: TIY, ICAO: GQND) – port lotniczy położony w Tidżikdża, w regionie Takant, w Mauretanii.